# Santa Llúcia de la Fuliola
Santa Llúcia de la Fuliola és l'església parroquial de la Fuliola (Urgell) inclosa a l'Inventari del Patrimoni Arquitectònic de Catalunya.

## Descripció
La façana es caracteritza per una portalada emmarcada per pilastres acanalades sobre uns grans sòcols bombats, rematades amb capitells de volutes que sostenen un entaulament amb pinacles en forma de pinya. L'arc d'entrada és conopial i al mig, entre volutes enfrontades, hi ha la data 1783, que correspon a l'última etapa de remodelació de l'església. Damunt la portalada hi ha una rosassa.

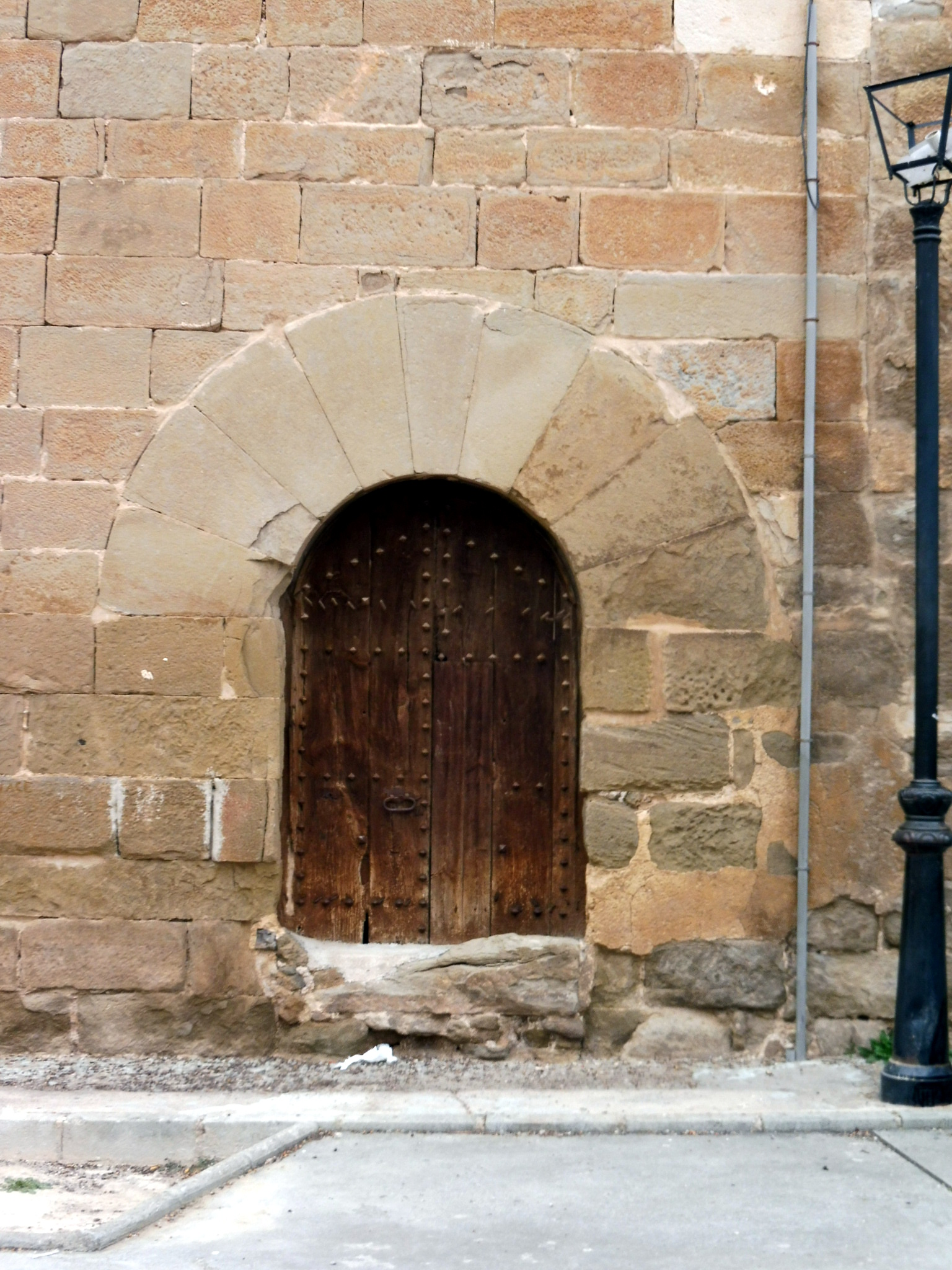
Portada a la part inferior del campanar

 La major part de la façana és d'obra vista amb carreus de pedra perfectament regulars. A la part dreta s'aixeca un campanar de base quadrada i dos trams d'alçada acabat amb una balustrada superior amb coronament piramidal. Interiorment la planta és basilical, de tres naus sense transsepte. Les naus estan dividides per columnes vuitavades amb capitell dòric que sostenen arcs de mig punt. La nau principal és més elevada que les laterals, fet que permet situar-hi un claristori amb tondos. La coberta és de volta de canó subdividida en vuit trams. L'absis és poligonal.

## Història
Aquest temple parroquial és modern, ja que pels vestigis que apareixen al tram inferior del campanar és prou clar que l'antiga església era d'origen romànic. A més, a un costat de la torre campanar hi ha una porta d'època romànico-gòtica que encara resta de l'antiga església. Però la data gravada a la porta principal, 1783, és la que ens fa veure la construcció d'aquesta nova església.